# Асавио
Асавио — вулкан в пустыне Данакиль в области Афар, Эфиопия.
Вулкан Асавио — щитовой вулкан. Наивысшая точка — 1338 метров. Находится юго-восточнее Эртале и южнее эритрейского вулкана Набро.
Входит в так называемую линию Данакили, которая образуется активной вулканической деятельностью и разломами в земной поверхности. Сложен преимущественно базальтами и породами кремния. Вулкан на юге резко обрывается обширной 12-киломотретвой кальдерой. Местность к югу от вулкана практически вся усеяна небольшими кальдерами, результатом побочной деятельности Асавио.
Вулкан был активен на протяжении ближайших 2 тысяч лет, но в исторический период крупных извержений вулкана не зафиксировано.